# Алекс Богдановіч
Алекс Богдановіч (англ. Alex Bogdanovic; нар. 22 травня 1984) — колишній британський тенісист.
Найвищу одиночну позицію світового рейтингу — 108 місце досяг 25 червня 2007, парну — 336 місце — 12 січня 2009 року.
Завершив кар'єру 2013 року.

## Фінали челленджерів і ф'ючерсів

### Одиночний розряд: 21 (13–8)
| Легенда (одиночний розряд) |
| -------------------------- |
| Тур ATP Челленджер (9–4)   |
| Тур ITF Ф'ючерс (4–4)      |

| Титули за покриттям |
| ------------------- |
| Тверде (7–5)        |
| Ґрунт (3–1)         |
| Трава (2–2)         |
| Килим (1–0)         |

| Результат | В-П  | Дата     | Турнір                           | Рівень     | Покриття   | Суперник          | Рахунок                   |
| --------- | ---- | -------- | -------------------------------- | ---------- | ---------- | ----------------- | ------------------------- |
| Перемога  | 1–0  | Лют 2002 | Велика Британія F1, Ноттінгем    | Ф'ючерс    | Килим (i)  | Люк Мілліген      | 6–7(5–7), 7–6(8–6), 6–4   |
| Поразка   | 1–1  | Чер 2003 | Сербітон, Велика Британія        | Челленджер | Трава      | Веслі Муді        | 4–6, 7–6(7–2), 1–6        |
| Поразка   | 1–2  | Тра 2004 | Велика Британія F1, Борнмут      | Ф'ючерс    | Ґрунт      | Гаель Монфіс      | 4–6, 3–6                  |
| Поразка   | 1–3  | Лип 2004 | Nottingham Open, Велика Британія | Челленджер | Трава      | Жо-Вілфрід Тсонга | 3–6, 4–6                  |
| Перемога  | 2–3  | Лип 2004 | Манчестер, Велика Британія       | Челленджер | Трава      | Міхал Мертиняк    | 6–1, 6–3                  |
| Перемога  | 3–3  | Лип 2005 | Ноттінгем, Велика Британія       | Челленджер | Трава      | Марк Гілтон       | 6–3, 7–5                  |
| Перемога  | 4–3  | Лис 2005 | Сандерленд, Велика Британія      | Челленджер | Тверде (i) | Данай Удомчоке    | 7–6(7–4), 7–5             |
| Перемога  | 5–3  | Січ 2006 | Рексем, Велика Британія          | Челленджер | Тверде (i) | Стефан Робер      | 6–3, 6–2                  |
| Перемога  | 6–3  | Лют 2006 | Бергамо, Італія                  | Челленджер | Тверде (i) | Сімоне Болеллі    | 6–1, 3–0 ret.             |
| Поразка   | 6–4  | Жов 2006 | Монс, Бельгія                    | Челленджер | Тверде (i) | Янко Типсаревич   | 4–6, 6–1, 2–6             |
| Перемога  | 7–4  | Лис 2006 | Шрусбері, Велика Британія        | Челленджер | Тверде (i) | Міша Зверєв       | 4–6, 6–4, 6–4             |
| Перемога  | 8–4  | Кві 2007 | Валенсія, США                    | Челленджер | Тверде     | Зак Флейшман      | 6–4, 6–7(4–7), 6–3        |
| Поразка   | 8–5  | Кві 2007 | Кардіфф, Велика Британія         | Челленджер | Тверде (i) | Фредерік Ніємеєр  | 4–6, 5–7                  |
| Перемога  | 9–5  | Лип 2008 | Гранбі, Канада                   | Челленджер | Тверде     | Данай Удомчоке    | 7–6(16–14), 3–6, 7–6(8–6) |
| Перемога  | 10–5 | Жов 2009 | Коллінг, Данія                   | Челленджер | Тверде (i) | Іван Додіг        | 3–6, 7–6(9–7), def.       |
| Перемога  | 11–5 | Січ 2011 | США F2, Тамарак                  | Ф'ючерс    | Ґрунт      | Денієл Сметгерст  | 6–4, 0–6, 6–2             |
| Поразка   | 11–6 | Кві 2011 | США F9, Літл-Рок                 | Ф'ючерс    | Тверде     | Арно Бругес Даві  | 3–6, 1–6                  |
| Перемога  | 12–6 | Лип 2012 | США F18, Піттсбург               | Ф'ючерс    | Ґрунт      | Матесон Клайн     | 6–2, 6–4                  |
| Перемога  | 13–6 | Лип 2012 | США F19, Рочестер                | Ф'ючерс    | Ґрунт      | Чейз Б'юкенен     | 6–3, 6–4                  |
| Поразка   | 13–7 | Вер 2012 | США F26, Ірвайн                  | Ф'ючерс    | Тверде     | Денієл Нґуєн      | 5–7, 2–6                  |
| Поразка   | 13–8 | Кві 2013 | США F9, Оклахома-Сіті            | Ф'ючерс    | Тверде     | Рік де Вуст       | 3–6, 2–6                  |

## Досягнення
| W | Ф | ПФ | ЧФ | #Р | КТ | К# | DNQ | A | NH |

### Одиночний розряд
Актуально станом на завершення Відкритого чемпіонату Австралії з тенісу 2014.
| Турнір                                 | 2002 | 2003 | 2004 | 2005 | 2006 | 2007 | 2008 | 2009 | 2010 | 2011 | 2012 | 2013 | Career SR | Career В-П |
| -------------------------------------- | ---- | ---- | ---- | ---- | ---- | ---- | ---- | ---- | ---- | ---- | ---- | ---- | --------- | ---------- |
| Турніри Великого шолома                |      |      |      |      |      |      |      |      |      |      |      |      |           |            |
| Відкритий чемпіонат Австралії з тенісу |      |      | К2р  | К2р  |      | К1р  | К2р  | К2р  | К2р  |      |      |      | 0 / 0     | 0–0        |
| Відкритий чемпіонат Франції з тенісу   |      |      |      | К2р  | К2р  | К2р  | К2р  | К2р  | К1р  |      |      |      | 0 / 0     | 0–0        |
| Вімблдонський турнір                   | 1р   | 1р   | 1р   | 1р   | 1р   | 1р   | 1р   | 1р   | К2р  | К1р  |      | К2р  | 0 / 8     | 0–8        |
| Відкритий чемпіонат США з тенісу       |      |      | 1р   | К1р  | К1р  | К1р  | К1р  | К1р  | К1р  |      |      |      | 0 / 1     | 0–1        |
| В-П                                    | 0–1  | 0–1  | 0–2  | 0–1  | 0–1  | 0–1  | 0–1  | 0–1  | 0–0  | 0–0  | 0–0  | 0–0  | 0 / 9     | 0–9        |
| Виступи за країну                      |      |      |      |      |      |      |      |      |      |      |      |      |           |            |
| Кубок Девіса                           |      | 1р   |      | Z1   | Z1   |      | 1р   |      |      |      |      |      |           |            |
| В-П                                    | 0–0  | 1–1  | 0–0  | 0–1  | 0–1  | 0–0  | 0–4  | 0–0  | 0–0  | 0–0  | 0–0  | 0–0  | 1 / 7     | 1–7        |